# Cordelia (astronomia)
Cordelia è il satellite naturale più interno del pianeta Urano. È stato scoperto il 20 gennaio 1986 in base alle immagini prese dalla sonda spaziale Voyager 2 e ricevette la designazione provvisoria S/1986 U 7.

## Descrizione
Poco si conosce di questo corpo a parte la sua orbita, il suo raggio di 20 km e l'albedo di 0,08.
Nelle immagini di Voyager 2, Cordelia appare come un oggetto allungato con un asse maggiore che punta in direzione di Urano. La forma è di sferoide oblato con un rapporto tra gli assi di 0,7 ± 0,2.

## Storia
Cordelia venne scoperta dall'astronomo statunitense Richard Terrile grazie alle immagini teletrasmesse a Terra dalla sonda spaziale Voyager 2 il 20 gennaio 1986, in occasione del suo attraversamento del sistema di Urano. Da allora, il satellite non è più stato osservato fino al 1997, quando è stato possibile individuarlo nuovamente grazie al telescopio spaziale Hubble.
Il satellite deve il suo nome alla figlia più giovane di Lear, nel Re Lear di William Shakespeare. È anche noto tramite la numerazione progressiva Urano VI.

## Parametri orbitali
Cordelia è un satellite pastore dell'anello Epsilon di Urano.
L'orbita di Cordelia si trova all'interno del raggio orbitale sincrono di Urano, e quindi il satellite è destinato a precipitare nell'atmosfera del pianeta, poiché la sua orbita sta lentamente decadendo a causa della decelerazione di marea.
Cordelia si trova in risonanza orbitale 5:3 con Rosalinda.